# Eduard Molons i Solanes
Eduard Molons i Solanes (L'Espluga de Francolí, Conca de Barberà, 1856 - ?) va ésser un escrivent que treballà com a secretari del jutjat de L'Espluga de Francolí.
Signà el Missatge a Irlanda (1886) i fou nomenat delegat a l'Assemblea de Manresa (1892).